# Partido judicial de Valverde del Camino
El partido judicial de  Valverde del Camino es uno de los 85 partidos judiciales en los que se divide la comunidad autónoma de Andalucía y creado por Real Decreto en 1983, como número cuatro de los seis en que se divide la provincia de Huelva, en España.

## Ámbito geográfico
El ámbito territorial, que viene regulado por el Real Decreto 529/1983, de 9 de marzo, comprende los municipios de:
| Partido Judicial | Capital de partido  | Municipios que comprende |
| ---------------- | ------------------- | --- |
| 4                | Valverde del Camino | El Almendro, Alosno, Berrocal, Cabezas Rubias, Calañas, El Campillo, El Cerro de Andévalo, El Granado, La Zarza-Perrunal, Marigenta, Minas de Riotinto, Nerva, Paymogo, Puebla de Guzmán, Santa Bárbara de Casa, Valverde del Camino, Villanueva de las Cruces, Villanueva de los Castillejos y Zalamea la Real. |